# Энергетика Красноярского края
Энергетика Красноярского края — сектор экономики региона, обеспечивающий производство, транспортировку и сбыт электрической и тепловой энергии. Энергосистема региона является крупнейшей по установленной мощности электростанций в России — по состоянию на конец 2020 года, на территории Красноярского края (без учёта зоны децентрализованного энергоснабжения) эксплуатировались 23 электростанции общей мощностью 18 193,8 МВт, в том числе 18 тепловых электростанций и 5 гидроэлектростанций. В 2019 году они произвели 67 420 млн кВт·ч электроэнергии. Спецификой энергетики Красноярского края является наличие Норильско-Таймырского энергорайона, изолированного от единой энергосистемы России, а также зоны децентрализованного энергоснабжения.

## История
Первая электростанция в Красноярске появилась, по разным данным, в 1883—1891 годах, её смонтировал в своём доме купец Н. Г. Гадалов. Её мощность составляла 6 л. с., электроэнергия станции использовалась для освещения дома и магазина купца. Около своего дома Гадалов поставил два электрических фонаря, которые до 1912 года были единственными в городе. К 1910 году в Красноярске было уже шесть небольших частных электростанций. Первая электростанция общего пользования в Красноярске была открыта в 1912 году, её оборудование включало в себя два турбогенератора мощностью 150 кВт и 300 кВт, а также два паровых котла. Электростанция вырабатывала постоянный ток и снабжала электроэнергией городской водопровод, а также позволила наладить уличное электрическое освещение, к ней же подключались дома жителей города. Эта электростанция неоднократно расширялась, в частности к 1917 году её мощность возросла до 1295 кВт. В 1927—1928 годах станция была переведена на выработку переменного тока, в её здании смонтировали два турбоагрегата общей мощностью 3 МВт, в 1935 году её мощность достигла 6 МВт. Под названием «Центральная электрическая станция» она проработала до 1955 года.
Активно развивавшаяся с 1930-х годов промышленность города требовала новых мощностей. В 1932 году была пущена временная электростанция Красноярского машиностроительного завода мощностью 2 МВт. В 1934 году была введена в эксплуатацию первая теплоэлектроцентраль в регионе — ТЭЦ Красноярского паровозоремонтного завода мощностью 3,14 МВт.
Первой крупной электростанцией Красноярского края стала Норильская ТЭЦ-1, чей первый турбоагрегат мощностью 25 МВт был введён в эксплуатацию 13 декабря 1942 года. А 16 мая 1943 года был пущен первый турбоагрегат Красноярской ТЭЦ-1, которая строилась с 1936 года. Впоследствии обе станции неоднократно расширялись. 4 июля 1943 года на основе Красноярской ТЭЦ-1 и Красноярской ЦЭС было образовано Управление энергетического хозяйства «Красноярскэнерго».
Пик энергетического строительства в Красноярском крае пришёлся на 1960-е годы. В 1961 году были введены в эксплуатацию сразу три электростанции — Назаровская ГРЭС, Красноярская ГРЭС-2, а также первая в регионе гидроэлектростанция — Енашиминская ГЭС. Всего за несколько лет на Назаровской ГРЭС были построены шесть энергоблоков мощностью по 150 МВт, в 1968 году был пущен экспериментальный энергоблок мощностью 500 МВт, который, впрочем, удалось довести до проектной мощности только через 50 лет. Красноярская ГРЭС-2 изначально строилась для энергоснабжения электрохимического завода, возводилась в три очереди, последняя из которых была пущена в 1983 году. Небольшая Енашиминская ГЭС была построена для энергоснабжения золотодобывающих предприятий и изначально работала изолированно от энергосистемы. В 1964 году на горно-химическом комбинате в Железногорске был пущен атомный реактор АДЭ-2, который, помимо наработки оружейного плутония, использовался для производства электроэнергии и теплоснабжения (АТЭЦ ГХК или подземная АТЭЦ). Реактор АДЭ-2 был выведен из эксплуатации в 2010 году.
В 1956 году было начато строительство Красноярской ГЭС, гидроагрегаты которой были введены в эксплуатацию в 1967—1971 годах. На тот момент Красноярская ГЭС являлась крупнейшей гидроэлектростанцией в мире и самой мощной электростанцией СССР, её создание дало мощный импульс развитию промышленности региона. В 1967 году заработала ТЭЦ Ачинского глинозёмного комбината, в 1968 году — небольшая Канская ТЭЦ. В 1970 году были пущены первый гидроагрегат Усть-Хантайской ГЭС, одной из самых северных гидроэлектростанций России, а также первый турбоагрегат Норильской ТЭЦ-2, эти станции обеспечили электроэнергией Норильский горно-металлургический комбинат.
В 1979 году была введена в эксплуатацию Красноярская ТЭЦ-2, в 1980 году — Норильская ТЭЦ-3. В 1987—1994 годах с пуском гидроагрегатов Курейской ГЭС было завершено формирование энергетики Норильско-Таймырского энергорайона. В 1976 году было начато строительство Берёзовской ГРЭС, которая планировалась крупнейшей станцией Канско-Ачинского топливно-энергетического комплекса — по проекту, планировалось возвести 8 блоков мощностью по 800 МВт, таким образом станция должна была достичь мощности 6400 МВт. Первый энергоблок Берёзовской ГРЭС был пущен в 1987 году, второй — в 1991 году. Дальнейшее развитие станции в связи со сложной социально-экономической ситуацией в стране было приостановлено, и третий энергоблок удалось достроить только в 2015 году.
В 1997 году начала выработку электроэнергии Минусинская ТЭЦ, в 2009 году была пущена Ванкорская ГТЭС, предназначенная для энергоснабжения разработки нефти и изначально работавшая в изолированном энергорайоне, присоединённом к единой энергосистеме России в 2015 году. В 2012 году заработал первый турбоагрегат Красноярской ТЭЦ-3. В 2012—2014 годах были пущены гидроагрегаты Богучанской ГЭС, второй по мощности электростанции региона, строительство которой велось с 1974 года. Ведётся строительство Полярной ГТЭС мощностью 150 МВт, ввод станции в эксплуатацию запланирован на 2022 год, запланировано строительство нового энергоблока мощностью 185 МВт на Красноярской ТЭЦ-3 с планируемым вводом в эксплуатацию в 2024 году.

## Генерация электроэнергии
По состоянию на конец 2020 года, на территории Красноярского края (без учёта зоны децентрализованного энергоснабжения) эксплуатировались 18 тепловых электростанций (Берёзовская ГРЭС, Назаровская ГРЭС, Красноярская ГРЭС-2, Красноярские ТЭЦ-1, ТЭЦ-2 и ТЭЦ-3, Канская ТЭЦ, Минусинская ТЭЦ, Норильские ТЭЦ-1, ТЭЦ-2 и ТЭЦ-3, Ванкорская ГТЭС, ТЭЦ Ачинского глинозёмного комбината, ТЭЦ АО «РУСАЛ-Ачинск», ТЭЦ ООО «ТеплоСбыт-Сервис», электростанции АО «Полюс Красноярск» — ТЭЦ-1, ТЭЦ-2 и ДЭС-2) общей мощностью 8061,6 МВт и пять гидроэлектростанций (Красноярская, Богучанская, Курейская, Усть-Хантайская и Енашиминская ГЭС) общей мощностью 10 083,2 МВт. В зоне децентрализованного энергоснабжения, охватывающей, полностью или частично, 11 муниципальных районов, эксплуатируется ряд дизельных электростанций. Особенностью энергосистемы Красноярского края является доминирование гидрогенерации, на которую приходится 60 % выработки электроэнергии.

### Красноярская ГЭС
Расположена на реке Енисее в г. Дивногорске, крупнейшая электростанция Красноярского края и вторая по мощности электростанция в России. Гидроагрегаты станции введены в эксплуатацию в 1967—1971 годах. Установленная мощность станции — 6000 МВт, проектная среднегодовая выработка электроэнергии — 20 400 млн кВт·ч, фактическая выработка электроэнергии в 2019 году — 19 666 млн кВт·ч. В здании ГЭС установлены 12 гидроагрегатов мощностью по 500 МВт. Эксплуатируется АО «Красноярская ГЭС», дочернее общество ООО «Евросибэнерго — Гидрогенерация».

### Богучанская ГЭС
Расположена на реке Ангаре в г. Кодинске, вторая по мощности электростанция Красноярского края и одна из крупнейших гидроэлектростанций России. Гидроагрегаты станции введены в эксплуатацию в 2012—2014 годах. Установленная мощность станции — 2997 МВт, проектная среднегодовая выработка электроэнергии — 17 600 млн кВт·ч, фактическая выработка электроэнергии в 2019 году — 16 104 млн кВт·ч. В здании ГЭС установлены 9 гидроагрегатов мощностью по 333 МВт. Эксплуатируется ПАО «Богучанская ГЭС», совместным предприятием ПАО «РусГидро» и ОК РУСАЛ.

### Курейская ГЭС
Расположена на реке Курейке у п. Светлогорск, крупнейшая электростанция Норильско-Таймырского энергорайона. Гидроагрегаты станции введены в эксплуатацию в 1987—1994 годах. Установленная мощность станции — 600 МВт, проектная среднегодовая выработка электроэнергии — 2610 млн кВт·ч. В здании ГЭС установлены 5 гидроагрегатов мощностью по 120 МВт. Эксплуатируется АО «Норильско-Таймырская энергетическая компания», дочернее общество ПАО «Норникель».

### Усть-Хантайская ГЭС
Расположена на реке Хантайке у п. Снежногорск, в Норильско-Таймырском энергорайоне. Гидроагрегаты станции введены в эксплуатацию в 1970—1972 годах. Установленная мощность станции — 481 МВт, проектная среднегодовая выработка электроэнергии — 2055 млн кВт·ч. В здании ГЭС установлены 4 гидроагрегата мощностью по 73 МВт и 3 гидроагрегата мощностью по 63 МВт. Эксплуатируется АО «Норильско-Таймырская энергетическая компания».

### Енашиминская ГЭС
Расположена на реке Енашимо у п. Енашимо. Гидроагрегаты станции введены в эксплуатацию в 1961 году. Установленная мощность станции — 5,2 МВт, фактическая выработка электроэнергии в 2019 году — 20,3 млн кВт·ч. В здании ГЭС установлены 4 гидроагрегата. Эксплуатируется ООО «Енашиминская ГЭС».

### Берёзовская ГРЭС
Расположена в г. Шарыпово, единственный источник теплоснабжения города. Блочная паротурбинная тепловая электростанция, в качестве топлива использует бурый уголь. Турбоагрегаты станции введены в эксплуатацию в 1988—2015 годах. Установленная электрическая мощность станции — 2400 МВт, тепловая мощность — 893 Гкал/час. Фактическая выработка электроэнергии в 2019 году — 6492 млн кВт·ч. Оборудование станции включает в себя три энергоблока, в каждом из которых установлено по одному турбоагрегату мощностью 800 МВт и одному котлоагрегату, а также пуско-отопительную котельную в составе шести паровых котлов и двух водогрейных котлов. Принадлежит ПАО «Юнипро».

### Назаровская ГРЭС
Расположена в г. Назарово, единственный источник теплоснабжения города. Блочная паротурбинная тепловая электростанция, в качестве топлива использует бурый уголь. Турбоагрегаты станции введены в эксплуатацию в 1961—1968 годах. Установленная электрическая мощность станции — 1373 МВт, тепловая мощность — 775 Гкал/час. Фактическая выработка электроэнергии в 2019 году — 4057 млн кВт·ч. Оборудование станции включает в себя семь энергоблоков, из которых один имеет мощность 145 МВт, пять — по 146 МВт и один — 498 МВт. Принадлежит АО «Назаровская ГРЭС», дочернее общество ООО «Сибирская генерирующая компания».

### Красноярская ГРЭС-2
Расположена в г. Зеленогорске, основной источник теплоснабжения города. Блочная паротурбинная тепловая электростанция, в качестве топлива использует бурый уголь. Турбоагрегаты станции введены в эксплуатацию в 1961—1983 годах. Установленная электрическая мощность станции — 1260 МВт, тепловая мощность — 976 Гкал/час. Фактическая выработка электроэнергии в 2019 году — 4003 млн кВт·ч. Оборудование станции включает в себя девять энергоблоков, построенных по принципу дубль-блока (два котлоагрегата на одни турбоагрегат), из которых один имеет мощность 50 МВт, два — по 135 МВт, три — по 135 МВт и три — по 160 МВт. Принадлежит АО «Енисейская ТГК (ТГК-13)», дочернее общество ООО «Сибирская генерирующая компания».

### Красноярская ТЭЦ-1
Расположена в г. Красноярске, один из источников теплоснабжения города, также обеспечивает энергоснабжение ряда промышленных предприятий. Паротурбинная теплоэлектроцентраль, в качестве топлива использует бурый уголь. Турбоагрегаты станции введены в эксплуатацию в 1952—1973 годах, при этом сама станция была пущена в 1943 году (одна из старейших ныне действующих электростанций региона). Установленная электрическая мощность станции — 485,9 МВт, тепловая мощность — 1677 Гкал/час. Фактическая выработка электроэнергии в 2019 году — 1818 млн кВт·ч. Оборудование станции включает в себя десять турбоагрегатов: четыре мощностью по 25 МВт, два по 57 МВт, два по 60 МВт, один — 64,9 МВт и один — 87 МВт. Также имеется 17 котлоагрегатов. Принадлежит АО «Красноярская ТЭЦ-1», дочернее общество ООО «Сибирская генерирующая компания».

### Красноярская ТЭЦ-2
Расположена в г. Красноярске, один из источников теплоснабжения города, также обеспечивает энергоснабжение ряда промышленных предприятий. Паротурбинная теплоэлектроцентраль, в качестве топлива использует бурый уголь. Турбоагрегаты станции введены в эксплуатацию в 1979—1984 годах. Установленная электрическая мощность станции — 465 МВт, тепловая мощность — 1450 Гкал/час в зимнее время (в летнее — 1405 Гкал/час). Фактическая выработка электроэнергии в 2019 году — 2424 млн кВт·ч. Оборудование станции включает в себя четыре турбоагрегата: три мощностью по 110 МВт и один — 135 МВт. Также имеется 6 котлоагрегатов и два водогрейных котла. Принадлежит АО «Енисейская ТГК (ТГК-13)».

### Красноярская ТЭЦ-3
Расположена в г. Красноярске, один из источников теплоснабжения города. Блочная паротурбинная теплоэлектроцентраль, в качестве топлива использует бурый уголь. Турбоагрегат станции введён в эксплуатацию в 2012 году, как котельная эксплуатируется с 1992 года. Установленная электрическая мощность станции — 208 МВт, тепловая мощность — 712 Гкал/час. Фактическая выработка электроэнергии в 2019 году — 851 млн кВт·ч. Оборудование станции включает в себя один энергоблок в составе турбоагрегата и котлоагрегата, а также пиковую котельную в составе трёх паровых и четырёх водогрейных котлов. Принадлежит АО «Енисейская ТГК (ТГК-13)».

### Минусинская ТЭЦ
Расположена в г. Минусинске, основной источник теплоснабжения города, а также п. Зелёный Бор. Блочная паротурбинная теплоэлектроцентраль, в качестве топлива использует бурый уголь. Турбоагрегат станции введён в эксплуатацию в 1997 году, как котельная эксплуатируется с 1978 года. Установленная электрическая мощность станции — 89,9 МВт, тепловая мощность — 330,4 Гкал/час. Фактическая выработка электроэнергии в 2019 году — 437 млн кВт·ч. Оборудование станции включает в себя один энергоблок в составе турбоагрегата и котлоагрегата, а также пиковую котельную в составе четырёх паровых котлов. Принадлежит АО «Енисейская ТГК (ТГК-13)».

### Канская ТЭЦ
Расположена в г. Канске, основной источник теплоснабжения города. Паротурбинная теплоэлектроцентраль, в качестве топлива использует бурый уголь. Турбоагрегаты станции введены в эксплуатацию в 1968—2009 годах, при этом сама станция эксплуатируется с 1953 года. Установленная электрическая мощность станции — 24 МВт, тепловая мощность — 325 Гкал/час. Фактическая выработка электроэнергии в 2019 году — 125 млн кВт·ч. Оборудование станции включает в себя три турбоагрегата, два из которых имеют мощность по 6 МВт и один — 12 МВт, а также семь котлоагрегатов. Принадлежит АО «Канская ТЭЦ», дочернее общество ООО «Сибирская генерирующая компания».

### ТЭЦ ООО «ТеплоСбыт-Сервис»
Бывшая ТЭЦ Биохимического завода (БХЗ). Расположена в г. Канске, обеспечивает энергоснабжение предприятия ООО ПКФ «Канпласт», также является одним из источников теплоснабжения города. Паротурбинная теплоэлектроцентраль, в качестве топлива использует бурый уголь. Турбоагрегаты станции введены в эксплуатацию в 1960—1978 годах. Установленная электрическая мощность станции — 10 МВт, тепловая мощность — 108 Гкал/час (по горячей воде) и 140 т/ч (по пару). Фактическая выработка электроэнергии в 2019 году — 7 млн кВт·ч. Оборудование станции включает в себя два турбоагрегата (ещё два находятся в резерве), мощностью 4 МВт и 6 МВт, а также четыре котлоагрегата.

### Норильская ТЭЦ-1
Расположена в г. Норильске, обеспечивает энергоснабжение Норильского горно-металлургического комбината, а также теплоснабжение Норильска (Центральный район). Паротурбинная теплоэлектроцентраль, в качестве топлива использует природный газ. Турбоагрегаты станции введены в эксплуатацию в 1954—2009 годах, при этом сама станция была пущена в 1942 году (старейшая ныне действующая электростанция региона). Установленная электрическая мощность станции — 325 МВт, тепловая мощность — 2048,6 Гкал/час. Фактическая выработка электроэнергии в 2019 году — 1354 млн кВт·ч. Оборудование станции включает в себя семь турбоагрегатов: один мощностью 25 МВт, четыре — по 30 МВт, два — по 75 МВт. Также имеется 17 котлоагрегатов и 6 водогрейных котлов. Принадлежит АО «Норильско-Таймырская энергетическая компания».

### Норильская ТЭЦ-2
Расположена в г. Норильске, обеспечивает энергоснабжение Норильского горно-металлургического комбината, а также теплоснабжение Норильска (район Талнах). Паротурбинная теплоэлектроцентраль, в качестве топлива использует природный газ. Турбоагрегаты станции введены в эксплуатацию в 1970—1989 годах. Установленная электрическая мощность станции — 425 МВт, тепловая мощность — 1151 Гкал/час. Фактическая выработка электроэнергии в 2019 году — 1320 млн кВт·ч. Оборудование станции включает в себя пять турбоагрегатов, из которых три мощностью по 75 МВт и два — по 100 МВт, восемь котлоагрегатов и два водогрейных котла. Принадлежит АО «Норильско-Таймырская энергетическая компания».

### Норильская ТЭЦ-3
Расположена в г. Норильске, обеспечивает энергоснабжение Норильского горно-металлургического комбината, а также теплоснабжение Норильска (район Кайеркан). Блочная паротурбинная теплоэлектроцентраль, в качестве топлива использует природный газ (один из турбоагрегатов использует пар с котлов-утилизаторов Надеждинского металлургического завода). Турбоагрегаты станции введены в эксплуатацию в 1980—1985 годах, как котельная эксплуатируется с 1977 года. Установленная электрическая мощность станции — 440 МВт, тепловая мощность — 1049 Гкал/час. Фактическая выработка электроэнергии в 2019 году — 878 млн кВт·ч. Оборудование станции включает в себя пять турбоагрегатов, из которых один мощностью 60 МВт, один — 80 МВт и три — по 100 МВт, четыре котлоагрегата и один водогрейный котёл. Принадлежит АО «Норильско-Таймырская энергетическая компания».

### Ванкорская ГТЭС
Расположена в Туруханском районе, основной источник электро- и теплоснабжения объектов эксплуатации Ванкорского нефтегазового месторождения. По конструкции представляет собой газотурбинную электростанцию с комбинированной выработкой электроэнергии и тепла (ГТУ-ТЭЦ), в качестве топлива использует попутный нефтяной газ. Турбоагрегаты станции введены в эксплуатацию в 2009−2011 годах. Установленная электрическая мощность станции — 206,4 МВт, тепловая мощность — 378 Гкал/час. Фактическая выработка электроэнергии в 2019 году — 1683 млн кВт·ч. Оборудование станции включает в себя восемь газотурбинных установок мощностью по 25,8 МВт с котлами-утилизаторами. Принадлежит ООО «РН-Ванкор» (дочернее общество ПАО «НК «Роснефть»).

### ТЭЦ Ачинского глинозёмного комбината
Она же ТЭЦ АО «РУСАЛ-Ачинск». Расположена г. Ачинске, обеспечивает энергоснабжение Ачинского глинозёмного комбината, также является одним из источников теплоснабжения города. Паротурбинная теплоэлектроцентраль, в качестве топлива использует уголь. Турбоагрегаты станции введены в эксплуатацию в 1967—1977 годах. Установленная электрическая мощность станции — 320 МВт, тепловая мощность — 980 Гкал/час. Фактическая выработка электроэнергии в 2019 году — 1844 млн кВт·ч. Оборудование станции включает в себя шесть турбоагрегатов, четыре из которых мощностью по 50 МВт и два — по 60 МВт, восемь котлоагрегатов и шесть водогрейных котлов (четыре из которых законсервированы).

### Электростанции промышленных предприятий
В Красноярском крае эксплуатируется ряд электростанций, обеспечивающих энергоснабжение отдельных промышленных предприятий (блок-станции): 
- ТЭЦ АО «ВНПЗ ВНК» — расположена в г. Ачинске, обеспечивает энергоснабжение Ачинского нефтеперерабатывающего завода. Установленная электрическая мощность станции — 12 МВт, фактическая выработка электроэнергии в 2019 году — 42,7 млн кВт·ч;
- ТЭЦ-1 АО «Полюс Красноярск» — обеспечивает энергоснабжение золотодобывающих предприятий. Установленная электрическая мощность станции — 18 МВт;
- ТЭЦ-2 АО «Полюс Красноярск» — обеспечивает энергоснабжение золотодобывающих предприятий. Установленная электрическая мощность станции — 24 МВт;
- ДЭС-2 АО «Полюс Красноярск» — обеспечивает энергоснабжение золотодобывающих предприятий. Установленная электрическая мощность станции — 17,3 МВт.

## Потребление электроэнергии
Потребление электроэнергии в Красноярском крае в 2019 году (без учёта зоны децентрализованного энергоснабжения) составило 54 684 млн кВт·ч (в том числе в Норильско-Таймырском энергорайоне — 7674 млн кВт·ч), максимум нагрузки — 7615 МВт (в том числе в Норильско-Таймырском энергорайоне — 1060 МВт). Таким образом, Красноярский край является энергоизбыточным регионом. В структуре потребления электроэнергии в регионе лидируют обрабатывающие производства, в первую очередь, производство алюминия и никеля. Крупнейшие потребители электроэнергии в Красноярском крае (по итогам 2019 года): Красноярский алюминиевый завод — 17 526 млн кВт·ч, Норильский горно-металлургический комбинат — 5238 млн кВт·ч, Богучанский алюминиевый завод — 3792 млн кВт·ч, ОАО «РЖД» — 2415 млн кВт·ч. Функции гарантирующего поставщика электроэнергии выполняет ПАО «Красноярскэнергосбыт».

## Электросетевой комплекс
Энергосистема Красноярского края (за исключением Норильско-Таймырского энергорайона и зоны децентрализованного энергоснабжения) входит в ЕЭС России, являясь частью Объединённой энергосистемы Сибири, находится в операционной зоне филиала АО «СО ЕЭС» — «Региональное диспетчерское управление энергосистемы Красноярского края и Республики Тыва» (Красноярское РДУ). Энергосистема региона связана с энергосистемами Иркутской области по четырём ВЛ 500 кВ и восьми ВЛ 110 кВ, Томской области по одной ВЛ 500 кВ, Кемеровской области по двум ВЛ 500 кВ и двум ВЛ 110 кВ, Хакасии по двум ВЛ 500 кВ, семи ВЛ 220 кВ и двум ВЛ 110 кВ, Алтайского края по одной ВЛ 500 кВ, Тывы по одной ВЛ 220 кВ, Тюменской области по двум ВЛ 220 кВ.
Общая протяжённость линий электропередачи напряжением 110 кВ и выше по состоянию на 2020 год составляет в Красноярском крае 18 485,2 км (по цепям), в том числе ВЛ 500 кВ — 2888,9 км, ВЛ 220 кВ — 5529,2 км, ВЛ 110 кВ — 10 067,1 км. Магистральные линии электропередачи напряжением 220—500 кВ эксплуатируются филиалом ПАО «ФСК ЕЭС» — «Красноярское ПМЭС», распределительные сети напряжением 110 кВ и ниже — филиалом ПАО «Россети Сибирь» — «Красноярскэнерго» (в основном) и территориальными сетевыми организациями.